# Sezionatore

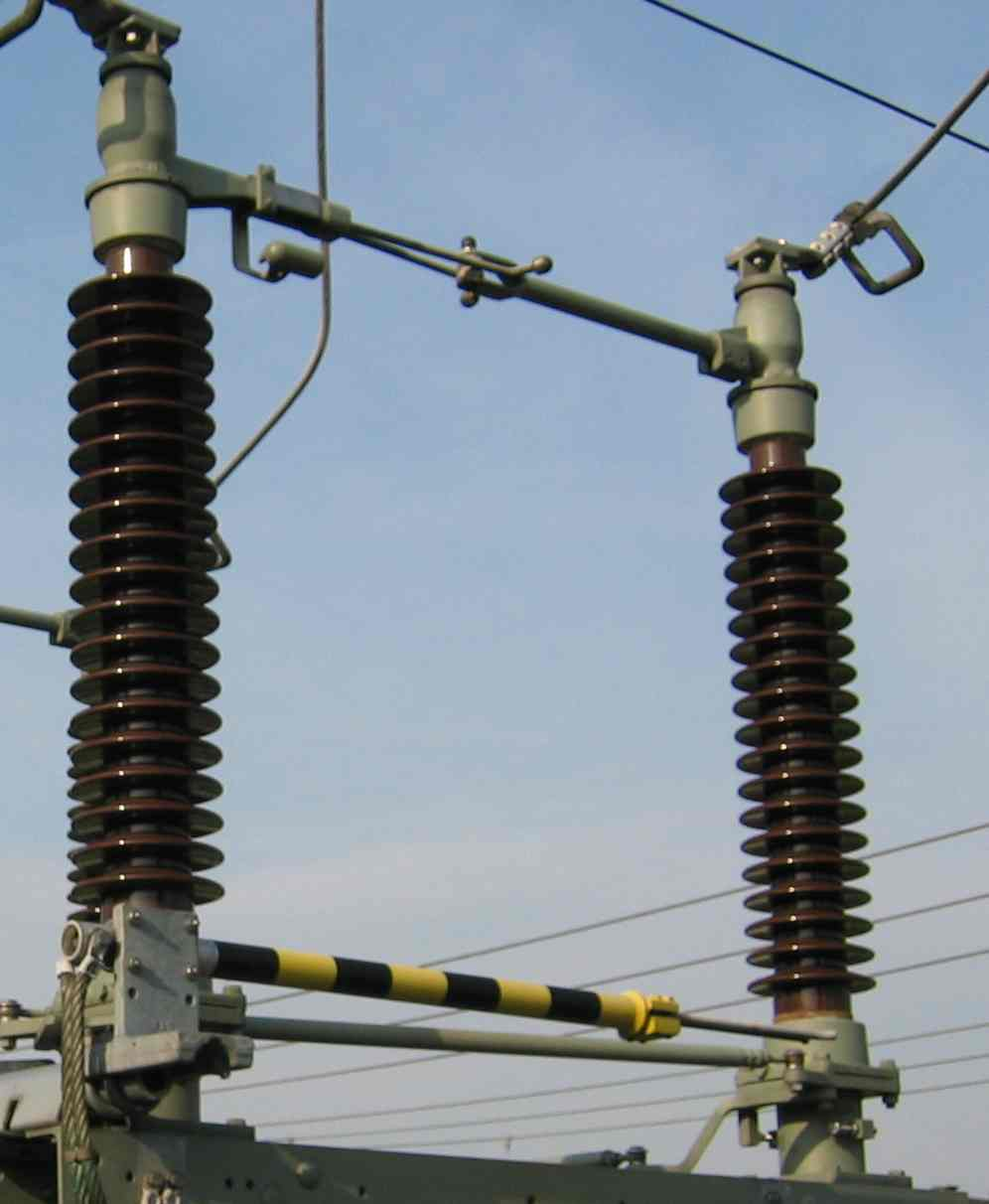
Un sezionatore chiuso

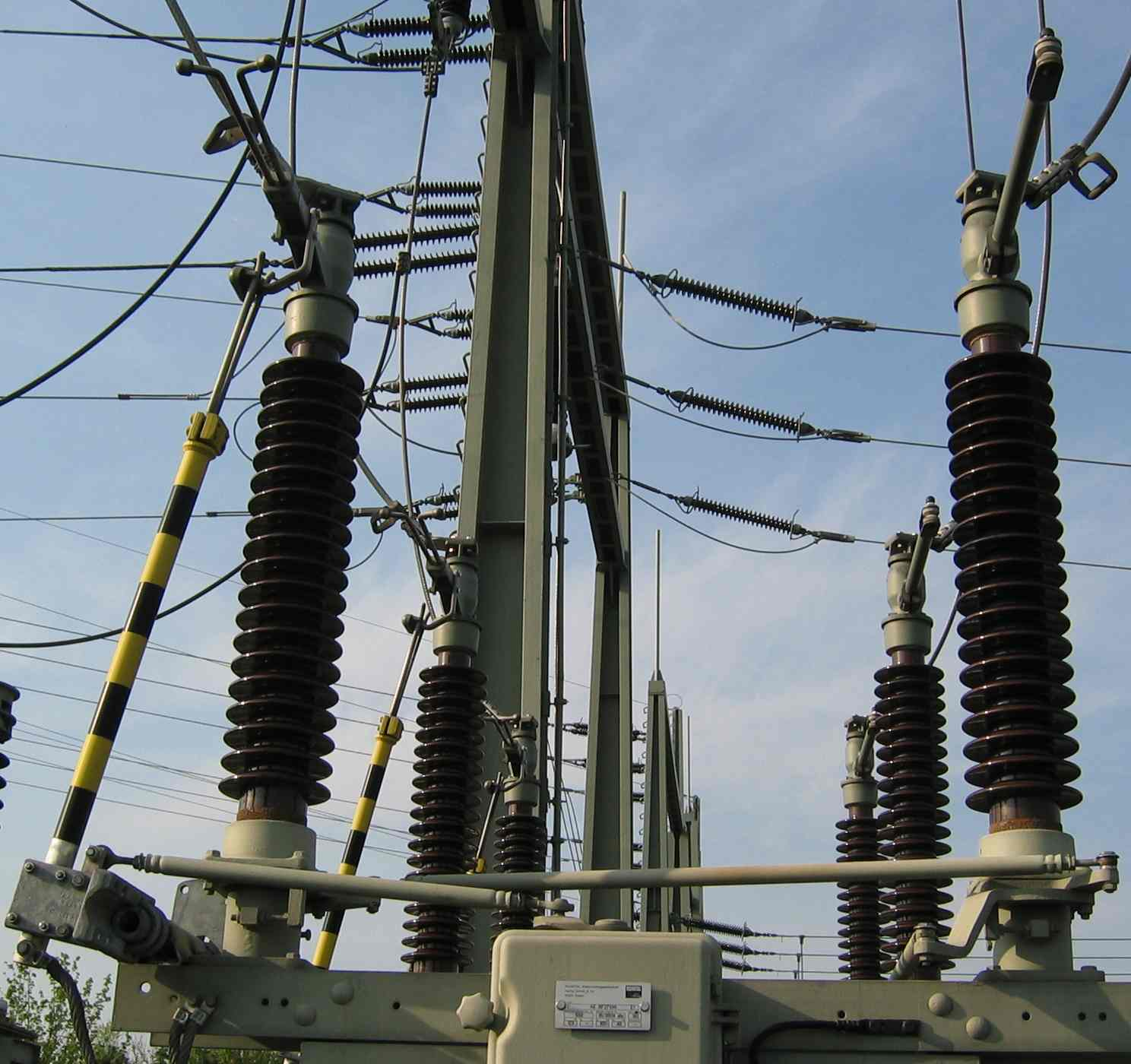
Un sezionatore aperto

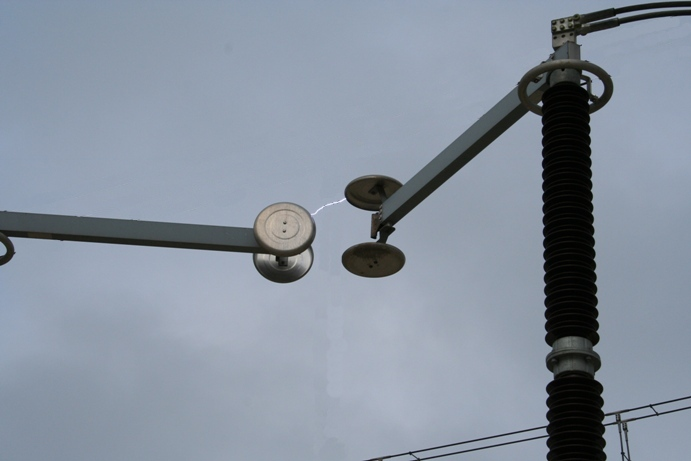
Un sezionatore in fase di apertura

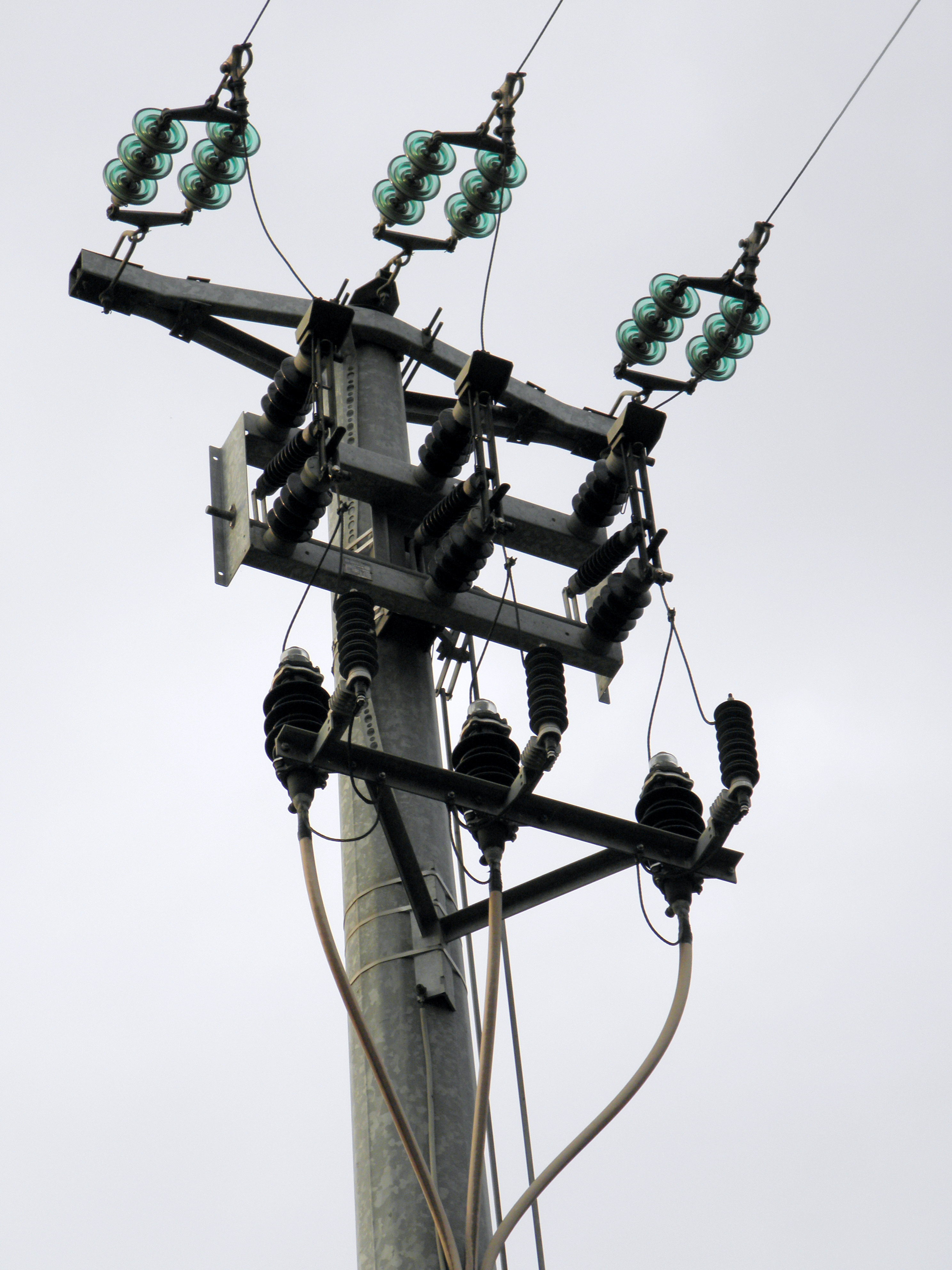
Sezionatore da palo su linea a media tensione

Il sezionatore. è un organo elettromeccanico inserito in un circuito elettrico al fine di sezionare, cioè di aprire un circuito o una linea, garantendo una distanza di isolamento prescritta, in modo fisico e visibilmente evidente. 
L'apparecchio per essere tale è costituito da:
- una parte attiva che permette il passaggio di corrente
- un supporto isolante che garantisce il livello di tensione del sistema
- un organo di manovra manuale o a motore che apre o chiude la parte attiva chiamato armadio di comando.
- una struttura di supporto

## Tipologie di sezionatori

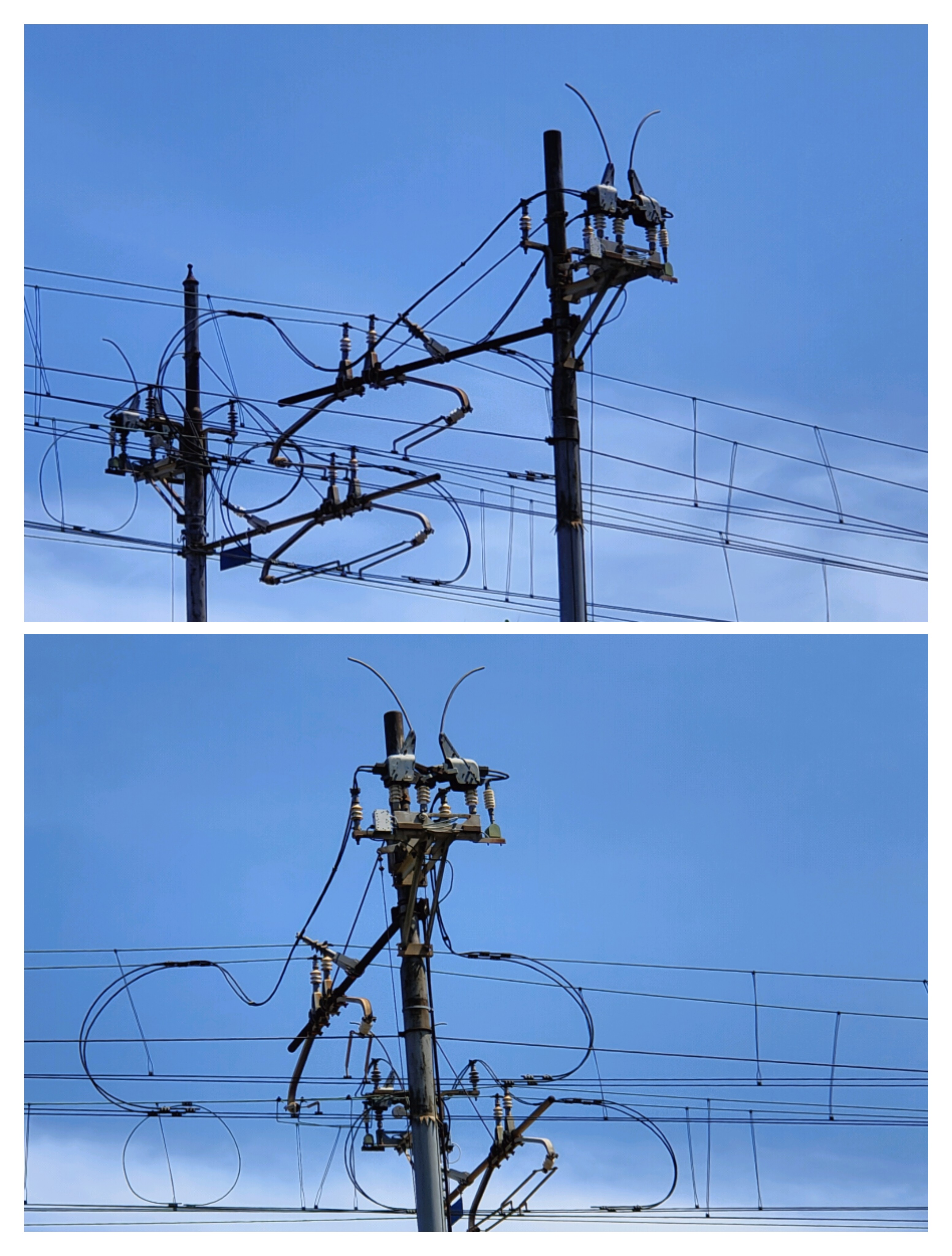
Sezionatore 3 kV a corna in adozione sull'infrastruttura ferroviaria nazionale. La forma divaricata delle corna serve a favorire l'estinzione in aria dell'arco elettrico generato durante le manovre di apertura e di chiusura del sezionatore.

Le caratteristiche sopra riportate sono generali e comuni a ogni tipologia di sezionatore. Il sezionatore e il sezionatore di terra sono apparecchiature molto versatili; di conseguenza sono disponibili, per una scelta opportuna, varie classificazioni. Di seguito alcune classificazioni tipiche che si possono fare.

### In base al cinematismo
I sezionatori si classificano in base al cinematismo di manovra. Questo può essere:
- A singola apertura centrale come in foto
- A doppia apertura laterale
- Ad apertura Verticale
- A pantografo
- A semipantografo orizzontale o verticale

### In base alle fasi
I sezionatori possono essere classificati in funzione del numero di poli: che vengono manovrati simultaneamente
- Unipolari
- Bipolari
- Tripolari
- Tetrapolari

### In base alla tensione
Vengono utilizzati ad ogni livello di tensione, dalla:

#### Bassa tensione
(ovvero fino a 1000 V AC e fino a 1500 V DC)
Nelle applicazioni di bassa tensione il sezionatore:
- è spesso accoppiato con fusibili e portafusibili, che proteggono i circuiti a valle da corto e sovraccarico
- svolge spesso anche la funzione di interruttore (si parla di interruttore di manovra sezionatore, o sezionatore di manovra, IEC 60947-3) in modo da poter disconnettere e chiudere il circuito anche sotto carico.

#### Media tensione
(In Italia si parla di Media Tensione a partire da 1000 Volt in corrente alternata e da 1500 Volt in corrente continua, arrivando alla tensione di 30.000 Volt. Oltre tale soglia si inizia a parlare di Alta Tensione).
Nelle applicazioni in media tensione il sezionatore:
- è spesso accoppiato a un fusibile che lo protegge da eventuali danneggiamenti;
- il suo funzionamento è coordinato con protezioni automatiche, che ne impediscono l'apertura in caso di passaggio di corrente;
- spesso non costituisce un apparecchio elettrico a sé stante, ma è integrato con un interruttore e un sezionatore di terra in un unico apparato.

#### Alta tensione
Maggiore di 1000 V e successivi valori preferibilmente in accordo alla serie R10 fino ai 1200kV. La norma di riferimento per i sezionatori di alta tensione in alternata è la IEC 62271-102 da consultare congiuntamente alla norma IEC 62271-1

## Funzionalità
Il sezionatore in alta tensione:
- deve indicare senza alcuna ambiguità il suo stato, aperto o chiuso;
- nello stato aperto, le parti attive[6] devono essere ad una distanza tale che, in caso di sovratensione sul circuito, non si inneschi una scarica disruptiva[7].
- nello stato di aperto, con un terminale alimentato, deve garantire l'isolamento verso l'altro terminale e massa sia nelle condizioni normali di alimentazione che nei momenti di sovratensione dovuti a fulminazioni che a manovre degli interruttori.

Il sezionatore di alta tensione è utilizzato anche estensivamente negli impianti di conversione HVDC.

## Sezionatore di terra
In molte situazioni, anche l'apertura di un sezionatore non assicura che le apparecchiature elettriche poste a valle siano in condizioni di sicurezza. Potrebbe, infatti, essere presente una tensione residua tra gli apparecchi. In questi casi è utile la presenza di un sezionatore di terra che, una volta chiuso, crea un collegamento franco (con impedenza nulla o comunque trascurabile) tra la terra e l'apparecchiatura (messa a terra), fissandone il potenziale e annullando quindi la tensione residua.
Nel normale funzionamento solitamente i sezionatori di terra sono interbloccati meccanicamente con i sezionatori di linea o di sbarra (cioè i sezionatori sopra descritti), con la precisa condizione che quando uno è aperto l'altro è chiuso, e viceversa. Il sezionatore di terra ha la caratteristica come quello di linea di avere assegnata una corrente di corto circuito con circuito principale chiuso permettendo l'apertura dopo che questa corrente ha finito di fluire nel circuito principale.

## Sezionatore Smart-Digitale
Negli ultimi anni grazie alla transizione verde e digitale le apparecchiature di stazione si stanno evolvendo. In particolare il sezionatore fino ad oggi un apparecchio puramente elettromeccanico si sta trasformando in un apparecchio con funzioni SMART in grado di informare direttamente non solo sullo stato di aperto o chiuso ma anche sul suo stato di performance, come ad esempio lo stato dei contatti, lo stato dell'isolamento verso massa e lo stato di salute del suo organo di manovra. Questo grazie a dei sensori integrati al sezionatore e ad una comunicazione digitale. Obiettivo di rendere smart il sezionatore è quello di permettere all'esercente il nodo di rete di avere in real time lo stato delle apparecchiature in modo da ottimizzare le attività di manutenzione garantendo livelli di affidabilità superiori. Questo perché oggi con elevati flussi di energia rinnovabile da varie sorgenti in maniera intermittente è richiesto con maggior frequenza un cambio di assetto.

## Differenze dall'interruttore
Sezionare significa separare due punti elettricamente connessi, in modo che ci sia una separazione galvanica tra essi.
Lo scopo del sezionatore è quello di garantire la sicurezza dell'impianto e soprattutto delle attività di manutenzione poiché interrompe fisicamente e visivamente il tratto di linea su cui si lavora, assicurandosi tra l'altro contro le richiusure involontarie accidentali degli interruttori ed il suo stato aperto o chiuso è chiaramente visibile agli addetti ai lavori.
Questo non avviene negli interruttori, le cui parti attive sono generalmente racchiuse in contenitori (per assicurare la rapida estinzione dell'arco elettrico) e quindi non visibili dall'esterno. L'apertura di un sezionatore assicura che il circuito, la linea o la macchina elettrica che si trovano a valle dello stesso siano elettricamente isolati dal circuito a monte. Questa condizione è necessaria qualora si debba intervenire su un componente della rete, per esempio in caso di manutenzione.
La caratteristica principale dei sezionatori è che, a differenza degli interruttori, essi non hanno un potere di interruzione, ma solo una capacità massima di resistere chiusi al passaggio della corrente di cortocircuito.
Non sono dunque progettati per l'interruzione della corrente nominale del circuito, né sono a maggior ragione concepiti per aprire un circuito in condizioni di guasto (sovraccarichi o cortocircuiti), ma solamente per l'apertura del circuito e quindi la messa in sicurezza del circuito stesso.
Esistono però alcune varianti del sezionatore, come il sezionatore di manovra, dispositivo avente le stesse caratteristiche e impieghi del sezionatore, ma capace anche di estinguere archi elettrici, quindi di interrompere correnti nominali.